# إيكاروس (مدينة)

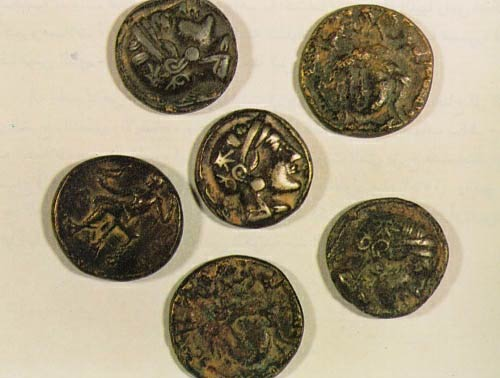
عملات قديمة

إيكاروس هي مدينة يونانية قديمة تقع في جزيرة فيلكا الكويتية الواقعة في الخليج العربي.
تشمل بقايا الدالة عليها، مستوطنة كبيرة ترجع للعصر هلنستي، وعدة معابد يونانية. يتعقد أنها كانت مركزاً تجاريا تابعة لمملكة ميسان، التي قامت في جنوب العراق والكويت في القرن الثاني قبل الميلاد، وذلك بعد تفكك إمبراطورية الإسكندر المقدوني. وتعتبر إيكاروس من المواقع الأثرية المهمة في الكويت، وتدرّس في الأبحاث الأكاديمية المتعلقة بالتاريخ الهلنستي في الخليج. المدينة تمثل نقطة جذب سياحي وثقافي، حيث يمكن للزوار الاطلاع على المعابد والأسواق القديمة. الحكومة الكويتية تهتم بحماية الموقع من التعديات والحفاظ على التراث الأثري للجزيرة. وجزيرة فيلكا اليوم تحتوي على متحف صغير يعرض بعض القطع المكتشفة. الموقع مفتوح للزيارة ويعتبر من أهم المواقع الأثرية في الكويت والخليج العربي.

## الموقع الجغرافي
تقع إيكاروس في جزيرة فيلكا، وهي أكبر الجزر الكويتية بعد جزيرة بوبيان، وتتميز بشواطئها الرملية والموانئ الطبيعية التي كانت تسهّل التجارة البحرية. الجزيرة تقع في الخليج العربي وتطل على مياه غنية بالأسماك، مما جعلها مركزًا للصيد والتجارة البحرية منذ العصور القديمة. التضاريس في الجزيرة تحتوي على تلال منخفضة وكثبان رملية، وكذلك واحات صغيرة تُستخدم للزراعة المحلية. تتميز جزيرة فيلكا بتنوع بيئتها الطبيعية، حيث تتوزع فيها الكثبان الرملية والواحات الصغيرة، كما توجد محميات طبيعية للنباتات والحيوانات البرية. البحر المحيط بالجزيرة غني بالشعاب المرجانية والأسماك المتنوعة، إضافة إلى استغلال المياه المالحة لأغراض صناعية محدودة. المناخ على الجزيرة صحراوي جاف مع صيف طويل حار وشتاء معتدل، مع هطول أمطار محدود في الشتاء، وهو ما أثر على أساليب الزراعة التقليدية للسكان المحليين. 

## الأصل التاريخي والحضاري
تأسست المدينة في العصر الهلنستي، أي بعد وفاة الإسكندر الأكبر، حيث كان الجنود والمستوطنون اليونانيون يقيمون مستوطنات تجارية وثقافية في مناطق الخليج العربي. ويعتقد أن إيكاروس كانت تابعة لمملكة ميسان، وهي مملكة تمتد بين جنوب العراق والكويت الحديثة. المدينة كانت نقطة محورية في طرق التجارة البحرية بين البحر الأبيض المتوسط، الخليج العربي، والهند، حيث كانت تستقبل السفن التجارية التي تحمل البضائع مثل التوابل، الفخار، والمعادن. السكان كانوا مزيجًا من اليونانيين والمحليين، مما أدى إلى ثقافة هجينة تجمع بين الديانة اليونانية المحلية والعادات البابلية والكنعانية. المطبخ المحلي كان يعتمد على المأكولات البحرية، التمر، والحبوب، مع استخدام التوابل المستوردة من الهند.كانت المدينة تحتوي على مسارح صغيرة، ساحات عامة، وورشات صناعية للفخار والنحت. كانت هناك حفريات حديثة بدأت في القرن العشرين، واكتشف علماء الآثار أعمدة حجرية، بقايا معابد، وسفن أثرية صغيرة. وبعض المواقع تحتوي على نقوش يونانية مكتوبة بالحروف الأبجدية الإغريقية، توثق أسماء التجار والمساكين. تم اكتشاف هذه البقايا ساهم في فهم شبكة التجارة القديمة في الخليج العربي وربطها بالحضارات اليونانية والهندية والفارسية. السكان كانوا يمارسون أنشطة متنوعة مثل صيد الأسماك، الغوص للبحث عن اللؤلؤ، صناعة الفخار والأدوات المنزلية، بالإضافة إلى تنظيم مهرجانات دينية في المعابد التي كانت مخصصة لعبادة الآلهة اليونانية مثل زيوس وأثينا. وتميزت المدينة بمزيج ثقافي بين العادات المحلية والتقاليد اليونانية، حيث أقيمت احتفالات دينية ومهرجانات موسمية في المعابد، وكان هناك نظام تعليم ابتدائي للنخبة، يشمل تعليم اللغة اليونانية والفنون اليدوية. كما وُجدت تماثيل صغيرة للآلهة في المنازل، ما يعكس جانبًا من المعتقدات الدينية اليومية. وإيكاروس كانت تابعة لمملكة ميسان أحياناً وللإمبراطورية السلوقية أحياناً أخرى. موقعها الاستراتيجي جعلها موضع صراع بين القوى الكبرى.

## المعالم الأثرية
تحتوي المدينة على عدة معابد يونانية صغيرة وكبيرة، بعضها مخصص للآلهة مثل زيوس وأثينا. وتم العثور على مساكن حجرية تعود للعصر الهلنستي، توضح أن السكان كانوا يستخدمون الطين والحجارة في البناء، مع تصاميم تماثل الأساليب اليونانية التقليدية. اكتشف علماء الآثار أواني فخارية، تماثيل صغيرة، ونقوش حجرية تحمل كتابات يونانية تشير إلى أسماء التجار والآلهة. توجد ساحة مركزية يعتقد أنها كانت السوق الرئيسي للمدينة، حيث تمارس التجارة المحلية والدولية. المدينة عاشت فترات استقلالية نسبيًا تحت حكم مملكة ميسان، لكنها تعرضت أحيانًا لهجمات من القوى المجاورة مثل البابليين والرومان. وبعد تفكك الإمبراطورية الهلنستية، تأثرت المدينة بالسياسات الإقليمية والاقتصادية لممالك الخليج والرافدين. آثار المدينة تظهر وجود نظام إداري وتنظيم حضري متقدم، مع شوارع منظمة وأحياء سكنية وتجارية واضحة. تتميز معابد إيكاروس بواجهات مزخرفة بأعمدة من الطراز الكورنثي، بينما كانت الأسواق المركزية تضم محلات صغيرة لصناعة وبيع الفخار، التوابل، المنسوجات، والمجوهرات. كما تم العثور على برك مائية صغيرة وخزانات لتجميع المياه، استخدمها السكان لري المزروعات المحلية. وبدأت الحفريات العلمية على الجزيرة منذ منتصف القرن العشرين، بمشاركة فرق يونانية وكويتية، وأسفرت عن اكتشاف بقايا سفن خشبية صغيرة، أوانٍ فخارية تحمل نقوشًا يونانية، وأدوات صيد بحرية تقليدية. وكشفت التنقيبات الأثرية التي أجرتها البعثة الدانماركية في خمسينيات القرن العشرين عن معبد يوناني يعود للعصر الهلنستي، شيد وفق الطراز الدوري، وتوجد بقايا أعمدته حتى اليوم. كما عثر على نقوش يونانية تذكر أسماء بعض السكان، إضافة إلى عملات معدنية تحمل صور ملوك من الدولة السلوقية، مما يوضح الصلات الوثيقة بين إيكاروس والإمبراطوريات الهلنستية في المشرق. والمعابد كانت مبنية على الطراز الدوري والإيوني. بعض الأعمدة ما زالت قواعدها موجودة. هناك دلائل على تقديم القرابين للآلهة اليونانية مثل أرتميس وزيوس. وأولى البعثات الأثرية بدأت في الخمسينيات بواسطة بعثة دانماركية. اكتشفت مستوطنة كبيرة وأسوار دفاعية وأوانٍ فخارية تحمل نقوشاً يونانية. بعض النقوش باليونانية القديمة تحمل أسماء سكان المدينة. 

## الاقتصاد والتجارة
- اعتمدت المدينة على التجارة البحرية بين الهند، فارس، وبلاد الرافدين.
- البضائع المشهورة التي كانت تمر عبر إيكاروس: البهارات، الصوف، الحرير، الفخار، والمجوهرات.
- النشاط الاقتصادي شمل صيد الأسماك واللؤلؤ، إذ كان الخليج العربي منطقة رئيسية لتجارة اللؤلؤ في العصور القديمة.[10]

- وجود ميناء طبيعي ساعد على استقبال السفن الكبيرة وحماية المدينة من الغزاة أو القراصنة.[11][12]
- عرفت إيكاروس بصناعة أدوات بحرية متخصصة، مثل الشباك والأدوات الخشبية لصيد الأسماك والغوص، بالإضافة إلى صناعات الفخار والنحت التي عكست الثقافة الهلنستية.
- كانت محطة تجارية مهمة بين حضارات وادي الرافدين واليونان والهند.
- تم العثور على نقود هلنستية تعود لعهد أنطيوخوس الثالث السلوقي.
- تجارة اللؤلؤ والتمور كانت رائجة من الكويت والخليج.